# Tonton Macoute
Tonton Macoute utgjorde presidentens privatmilis (eller "dödsskvadroner") på Haiti. Den upprättades 1959 av François Duvalier "Papa Doc", två år efter att han intagit presidentposten. Namnet kom av ett namn inom vodoo för liemannen. Sedan sonen Jean-Claude Duvalier "Baby Doc" övertagit presidentposten efter faderns död 1971 fick privatmilisen den officiella benämningen Milice de Volontaires de la Sécurité Nationale (MVSN), samtidigt som terrorn begränsades något, dock otillräckligt för att upplösa de hatade Tonton Macoutes, som förblev en maktfaktor även sedan Jean-Claude Duvalier störtats 1986.